# Лечебное

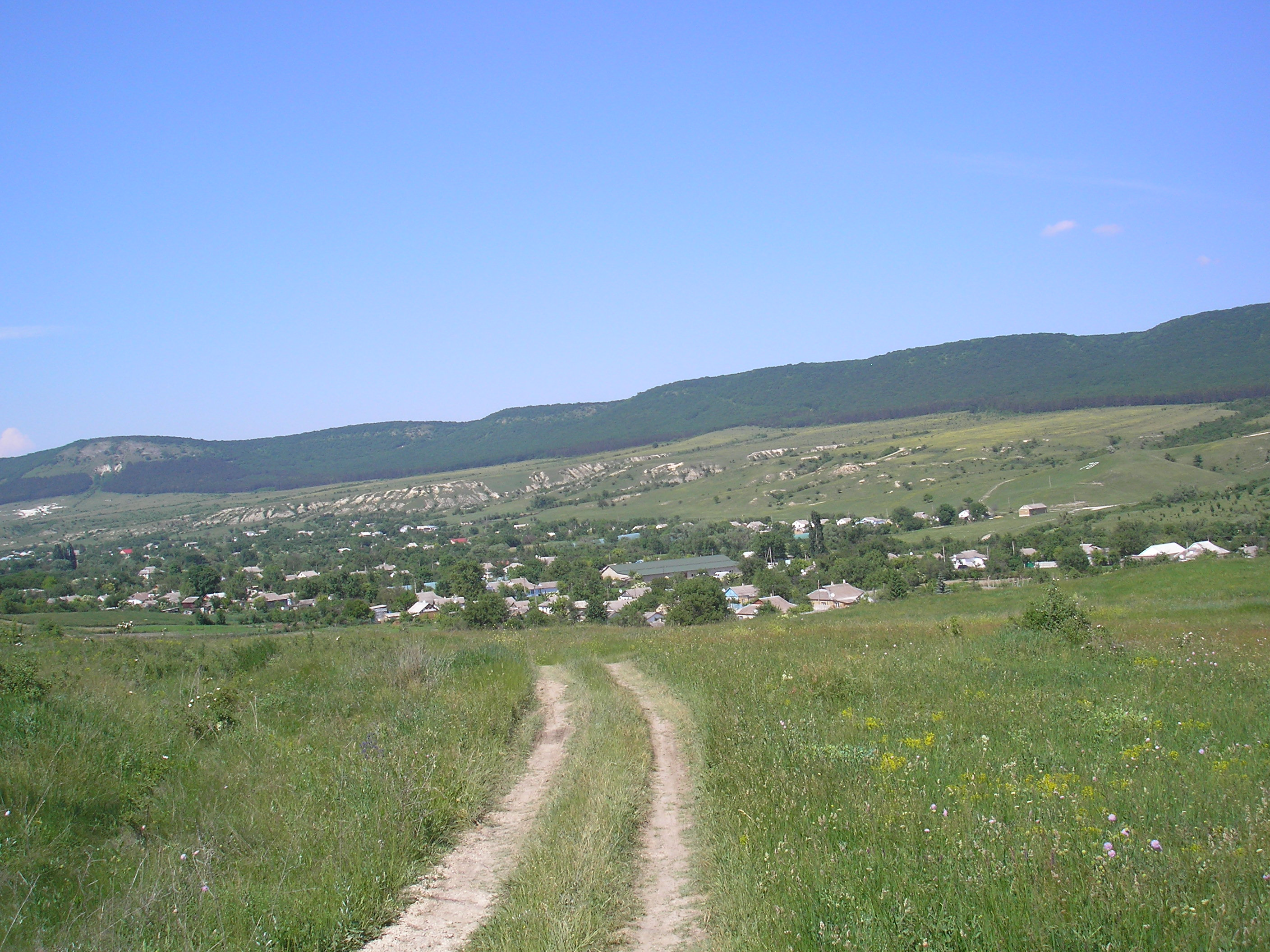
село Лечебное

Лече́бное (до 1948 года Катырша́-Сара́й; укр. Лічебне, крымскотат. Qatırşa Saray, Къатырша Сарай) — село в Белогорском районе Республики Крым, входит в состав Мичуринского сельского поселения (согласно административно-территориальному делению Украины — Мичуринского сельского совета Автономной Республики Крым).

## Население
| 2001 | 2014 |
| ---- | ---- |
| 705  | ↘567 |

Всеукраинская перепись 2001 года показала следующее распределение по носителям языка
| Язык             | Процент |
| ---------------- | ------- |
| крымскотатарский | 47.8    |
| русский          | 43.69   |
| украинский       | 7.38    |
| другие           | 0.28    |

### Динамика численности
| - 1805 год — 223 чел. - 1849 год — 428 чел. - 1864 год — 290 чел. - 1886 год — 420 чел. - 1889 год — 577 чел. - 1892 год — 577 чел. - 1897 год — 603 чел. - 1900 год — 433 чел. | - 1915 год — 423/71 чел. - 1926 год — 592 чел. - 1939 год — 701 чел. - 1989 год — 637 чел. - 2001 год — 705 чел. - 2009 год — 687 чел. - 2014 год — 567 чел. |

## Современное состояние
На 2017 год в Лечебном числится 7 улиц; на 2009 год, по данным сельсовета, село занимало площадь 27 гектаров на которой, в 274 дворах, проживало 687 человек. В селе действуют сельский клуб, библиотека-филиал № 21, фельдшерско-акушерский пункт, отделение Почты России. Лечебное связано автобусным сообщением с райцентром, Симферополем и соседними населёнными пунктами.

## География
Село Лечебное расположено на северо-востоке района, в пределах Внутренней гряды Крымских гор, у юго-западного подножия хребта Кубалач, в долине реки Кучук-Карасу. Высота над уровнем моря — 243 м. Ближайшие сёла: Богатое — в 1 км выше по долине и Мичуринское — в 3 км ниже. Расстояние до райцентра — около 16 километров (по шоссе), до ближайшей железнодорожной станции Симферополь примерно 59 километров. Транспортное сообщение осуществляется по региональной автодороге 35Н-114 от шоссе Белогорск — Льговское (по украинской классификации — С-0-10338). У села уже существует источник радиоактивной сульфатной минеральной воды, содержащей бром, литий и бор.

## История
Первое документальное упоминание села встречается в Камеральном Описании Крыма… 1784 года, судя по которому, в последний период Крымского ханства Кадырша-Сарай входил в Ширинский кадылык Кефинского каймаканства. После присоединения Крыма к России (8) 19 апреля 1783 года, (8) 19 февраля 1784 года, именным указом Екатерины II сенату, на территории бывшего Крымского Ханства была образована Таврическая область и деревня была приписана к Левкопольскому, а после ликвидации в 1787 году Левкопольского — к Феодосийскому уезду Таврической области. После Павловских реформ, с 1796 по 1802 год, входила в Акмечетский уезд Новороссийской губернии. По новому административному делению, после создания 8 (20) октября 1802 года Таврической губернии, Катырша-Сарай был включён в состав Кокташской волости Феодосийского уезда.
По Ведомости о числе селений, названиях оных, в них дворов… состоящих в Феодосийском уезде от 14 октября 1805 года, в деревне Катарша-Сарай числилось 38 дворов и 223 жителя, исключительно крымских татар. На военно-топографической карте генерал-майора Мухина 1817 года обозначена большая деревня Катырша-Сарай, но без указания числа дворов. После реформы волостного деления 1829 года Катырша Сарай, согласно «Ведомости о казённых волостях Таврической губернии 1829 года» остался в составе Кокташской волости. На карте 1836 года в деревне 95 дворов, как и на карте 1842 года, а, согласно «Военно-статистическому обозрению Российской Империи» за 1849 год в Катыржа-Сарае было 428 жителей.
В 1860-х годах, после земской реформы Александра II, деревню приписали к Салынской волости того же уезда. В «Списке населённых мест Таврической губернии по сведениям 1864 года», составленном по результатам VIII ревизии 1864 года, Катырма-Сарай — владельческая и общинная греческо-татарская деревня с 75 дворами, 290 жителями и мечетью при речке Малой (Кучук) Карасу. По обследованиям профессора А. Н. Козловского начала 1860-х годов, в селении «…имелась пресная вода в изобилии из горных родников и ручьёв». На трёхверстовой карте 1865—1876 года в деревне Катырша-Сарай обозначено 40 дворов. На 1886 год в деревне, согласно справочнику «Волости и важнѣйшія селенія Европейской Россіи», проживало 420 человек в 60 домохозяйствах, действовали 4 мечети. В «Памятной книге Таврической губернии 1889 года», по результатам Х ревизии 1887 года, записан Катырша-Сарай со 107 дворами и 577 жителями. На верстовой карте 1890 года в деревне обозначено 110 дворов с татарским населением. По «…Памятной книжке Таврической губернии на 1892 год» в Катырша-Сарае, входившем в Коперликойское сельское общество числилось 453 жителя в 95 домохозяйствах.
После земской реформы 1890-х годов, которая в Феодосийском уезде прошла после 1892 года, деревня осталась в составе преобразованной Салынской волости. По всероссийской переписи 1897 года, в селе насчитывалось 603 жителя, все магометане (то есть — крымские татары). По «…Памятной книжке Таврической губернии на 1900 год» в деревне, входившей в Коперликойское сельское общество, числилось 433 жителя в 79 домохозяйствах. По Статистическому справочнику Таврической губернии. Ч.II-я. Статистический очерк, выпуск пятый Феодосийский уезд, 1915 год, в деревне Катырша-Сарай Салынской волости Феодосийского уезда числилось 125 дворов (106 дворов с землёй, 19 — безземельные) с татарским населением в количестве 423 человек приписных жителей и 71 «посторонних», из которых 253 мужчины и 241 женщина. Жители владели 684 десятинами удобной земли. В хозяйствах имелось 150 лошадей, 50 волов, 158 коров и 1200 голов овец, свиней, или коз. Также числилось имение В. И. Дубса без населения. Согласно списку 1915 года «…русских подданных из австрийских, венгерских или германских выходцев» землевладельцев, опубликованном в газете «Таврические губернские ведомости» в апреле 1915 года, при деревне Катырша-Сарай значится Дубс Вильгельм Иоганнович, имевший 400 десятин сада.
После установления в Крыму Советской власти, по постановлению Крымревкома от 8 января 1921 года была упразднена волостная система и село вошло в состав вновь созданного Карасубазарского района Симферопольского уезда, а в 1922 году уезды получили название округов. 11 октября 1923 года, согласно постановлению ВЦИК, в административное деление Крымской АССР были внесены изменения, в результате которых округа ликвидировались, Карасубазарский район стал самостоятельной административной единицей и село включили в его состав. Согласно Списку населённых пунктов Крымской АССР по Всесоюзной переписи 17 декабря 1926 года, в селе Катырша-Сарай, центре упразднённого к 1940 году Катырша-Сарайского сельсовета Карасубазарского района, числилось 133 двора, из них 132 крестьянских, население составляло 592 человека, из них 487 татар, 44 армянина, 31 грек, 19 немцев, 10 русских, 1 болгарин, действовала татарская школа. В 1931 году в Катырша-Сарае организован колхоз им. Серго Орджоникидзе. По данным всесоюзной переписи населения 1939 года в селе проживал 701 человек.
Вскоре после освобождения Крыма, согласно Постановлению ГКО № 5859 от 11 мая 1944 года, все крымские татары были депортированы в Среднюю Азию. 12 августа 1944 года было принято постановление № ГОКО-6372с «О переселении колхозников в районы Крыма», в исполнение которого в район завезли переселенцев: 6000 человек из Тамбовской и 2100 — Курской областей, а в начале 1950-х годов последовала вторая волна переселенцев из различных областей Украины. С 25 июня 1946 года Катырша-Сарай в составе Крымской области РСФСР. Указом Президиума Верховного Совета РСФСР, от 18 мая 1948 года, Катырша-Сарай был переименован в Лечебное. В марте 1953 года колхозы «Красный Юг» (в селе Мичуринское) и им. С. Орджоникидзе объединились в колхоз им. Мичурина. 26 апреля 1954 года Крымская область была передана из состава РСФСР в состав УССР. Время включения в состав Мичуринского сельсовета пока не установлено (вероятно, это произошло при объединении колхозов в 1953 году) — на 15 июня 1960 года село уже числилось в его составе. По данным переписи 1989 года в селе проживало 637 человек. С 12 февраля 1991 года село в восстановленной Крымской АССР, 26 февраля 1992 года переименованной в Автономную Республику Крым. С 21 марта 2014 года в составе Крыма аннексировано Россией.